# A Brief Inquiry Into Online Relationships
Albums de The 1975
I Like It When You Sleep, for You Are So Beautiful yet So Unaware of It
(2016) Notes on a Conditional Form
(2020)
A Brief Inquiry Into Online Relationships est le troisième album du groupe britannique The 1975. Sorti le 30 novembre 2018, il fut produit par les membres du groupe George Daniel et Matty Healy, faisant de l'album le premier du groupe à ne pas être produit par le producteur Mike Crossey.
Après avoir annoncé l'album sous le titre provisoire de Music for Cars (titre du troisième EP du groupe sorti en 2013), Healy déclara que l'album était le premier d'un cycle de deux albums. Le second, Notes on a Conditional Form, sort en mai 2020.
Débutant à la quatrième place du Billboard 200 le jour de sa sortie, l'album fut acclamé par la presse, certaines critiques le comparant à OK Computer de Radiohead. L'album remporta le prix de meilleur album britannique aux Brit Awards 2019.

## Liste des chansons
| No  | Titre                                    | Durée |
| --- | ---------------------------------------- | ----- |
| 1.  | The 1975                                 | 1:34  |
| 2.  | Give Yourself a Try                      | 3:17  |
| 3.  | TOOTIMETOOTIMETOOTIME                    | 3:28  |
| 4.  | How To Draw / Petrichor                  | 5:49  |
| 5.  | Love It If We Made It                    | 4:13  |
| 6.  | Be My Mistake                            | 4:16  |
| 7.  | Sincerity is Scary                       | 3:45  |
| 8.  | I Like America & America Likes Me        | 3:26  |
| 9.  | The Man Who Married a Robot / Love Theme | 3:33  |
| 10. | Inside Your Mind                         | 3:50  |
| 11. | It's Not Living (If It's Not With You)   | 4:08  |
| 12. | Surrounded by Heads and Bodies           | 3:56  |
| 13. | Mine                                     | 4:06  |
| 14. | I Couldn't Be More in Love               | 3:51  |
| 15. | I Always Wanna Die (Sometimes)           | 5:14  |